# La Cité de l'indicible peur
La Cité de l'indicible peur (titlu în franceză, cu traducerea literală Orașul fricii de nedescris) sau La Grande Frousse (lit. Marea sperietură) este un film francez regizat de Jean-Pierre Mocky în 1964, bazat pe romanul cu același nume al scriitorului belgian Jean Ray. Intriga romanului din Regatul Unit a fost mutată într-un loc fictiv din Franța.
Intitulat La Grande Frousse la premiera sa, filmul a fost redenumit La Cité de l'indicible peur la cererea lui Jean-Pierre Mocky la relansările sale (inclusiv ediția DVD). În Franța, filmul este distribuit de Pathé Cinema Consortium.
Rolurile principale au fost interpretate de actorii Bourvil, Francis Blanche, Jean Poiret și Jean-Louis Barrault. Filmat alb-negru, realizat de directorul de imagine Eugen Schüfftan, a fost filmat în orășelul medieval Salers.

## Rezumat
Un inspector detectiv parizian urmărește în provincie un condamnat evadat, salvat întâmplător de la moarte prin ghilotinare. Misiunea ofițerului de poliție este complicată de un criminal în masă care îi terorizează pe locuitorii orașului de provincie. Deși reușește să-l aresteze pe suspectul făptaș, crimele continuă.

## Distribuție
- Bourvil – Inspectorul Simon Triquet
- Raymond Rouleau – Chabriant (primar)
- Jean-Louis Barrault – Douve
- Véronique Nordey – Livina
- Jean Poiret – brigadierul Loupiac
- Francis Blanche – Franqui
- Jacques Dufilho – Gärtner
- René-Louis Lafforgue – Fleischer
- Roger Legris – farmacistul Paul
- Victor Francen – medicul Clabert
- Marcel Pérès – Inspectorul Virgus